# Weston-super-Mare
Weston-super-Mare ist ein englischer Ferienort am Bristolkanal in North Somerset. Die Stadt hat rund 84.000 Einwohner (Volkszählung 2021). Sie liegt etwa 28 km südwestlich von Bristol.
Weston-super-Mare ist für seine Sandstrände bekannt, obwohl die See bei Ebbe bis zu 1,5 km entfernt sein kann.

## Name
Weston geht aus der angelsächsischen Sprache hervor und meint ursprünglich west tun (westliche Siedlung). Der Namenszusatz -super-Mare ist insofern ungewöhnlich, als er aus dem mittelalterlichen Latein stammt und wörtlich „über dem Meer“ bedeutet.

## Geschichte

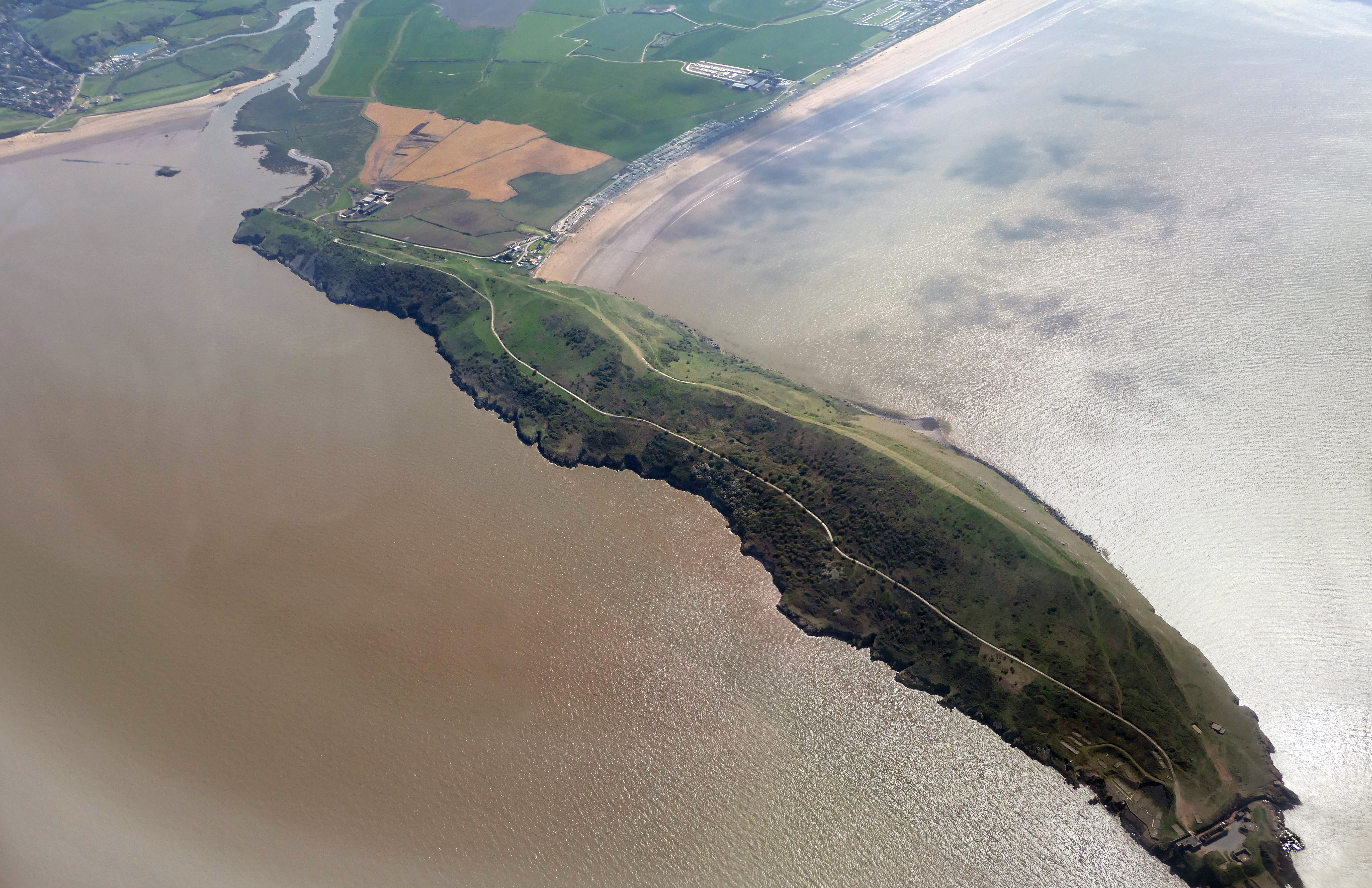
Brean Down

Zwischen Weston-super-Mare und Burnham-on-Sea liegt ein 97 m hohes Vorgebirge, das sich etwa 2,5 Kilometer in den Bristol Channel erstreckt.
Weston wuchs besonders im viktorianischen Zeitalter, als Ferien an der See in Mode kamen. Zusammen mit dem benachbarten Burnham-on-Sea profitierte Weston von der Nähe zu Bristol, Bath und Südwales. Mit dem Bau der Eisenbahn kamen tausende Besucher in die Stadt. Für sie wurde 1867 der Birnbeck Pier fertiggestellt. Er bot den Besuchern Vergnügungsmöglichkeiten, Teesalons, Jahrmarktgeschäfte und ein Fotostudio.
Weil durch den Birnbeck-Pier viele Besucher das Zentrum der Stadt nicht mehr besuchten, wurde von den örtlichen Händlern ein neuer Pier näher an den Hauptstraßen errichtet. Dieser 1904 eröffnete Grand Pier sollte ursprünglich 2,4 km lang sein. Er war eine riesige Spielhalle mit einarmigen Banditen, Autoscooter, Geisterbahn und Bowlingbereich. Im Sommer und an Wochenenden tummelten sich ganze Familien mit Kleinkindern auf dem Pier.
Nach dem Zweiten Weltkrieg sank, wie bei fast allen Seebädern, die Popularität Westons. Die Stadt wurde jedoch zu einem Industriezentrum, u. a. für den Flugzeugbau. Die Autobahn M5 liegt ganz in der Nähe und Weston ist heute zum Teil eine Schlafstadt, deren Einwohner in Bristol arbeiten.
Im Odeon Cinema hatte 1963 die Band The Beatles einige Auftritte. In einem Hotel der Stadt entstand das von Robert Freeman aufgenommene Foto der Beatles für das Cover der Alben With The Beatles und Meet the Beatles!.
Am 28. Juli 2008 brach am frühen Morgen ein Großfeuer auf der historischen Seebrücke Grand Pier aus. Die erst wenige Monate zuvor vollständig modernisierte und renovierte Seebrücke wurde komplett zerstört. Nach dem Wiederaufbau wurde Grand Pier am 23. Oktober 2010 neu eröffnet.
Neben einem Shopping-Center bietet die Stadt ein Hubschrauber-Museum, ein Aquarium und eine Miniatur-Eisenbahn.
Weston-super-Mare unterhält seit den frühen 1980er Jahren eine Städtepartnerschaft mit Hildesheim.

## Persönlichkeiten
- Albert Victor Alexander (1885–1965), britischer Verteidigungsminister (1946–1950)
- Jeffrey Archer (* 1940), Politiker und Schriftsteller
- Ritchie Blackmore (* 1945), Gitarrist und Songwriter
- John Cleese (* 1939), Komiker, Schauspieler und Drehbuchautor
- Edith Ditmas (1896–1986), Historikerin, Schriftstellerin und Verbandsfunktionärin
- Henry Edwards (1883–1952), Regisseur
- Jill Dando (1961–1999), Fernsehmoderatorin
- Rupert Graves (* 1963), Schauspieler
- John Polkinghorne (1930–2021), theoretischer Physiker und Theologe
- Paul Radmilovic (1886–1968), Wasserballspieler und Schwimmer
- James Wilson (* 1972), Dartspieler

## Galerie

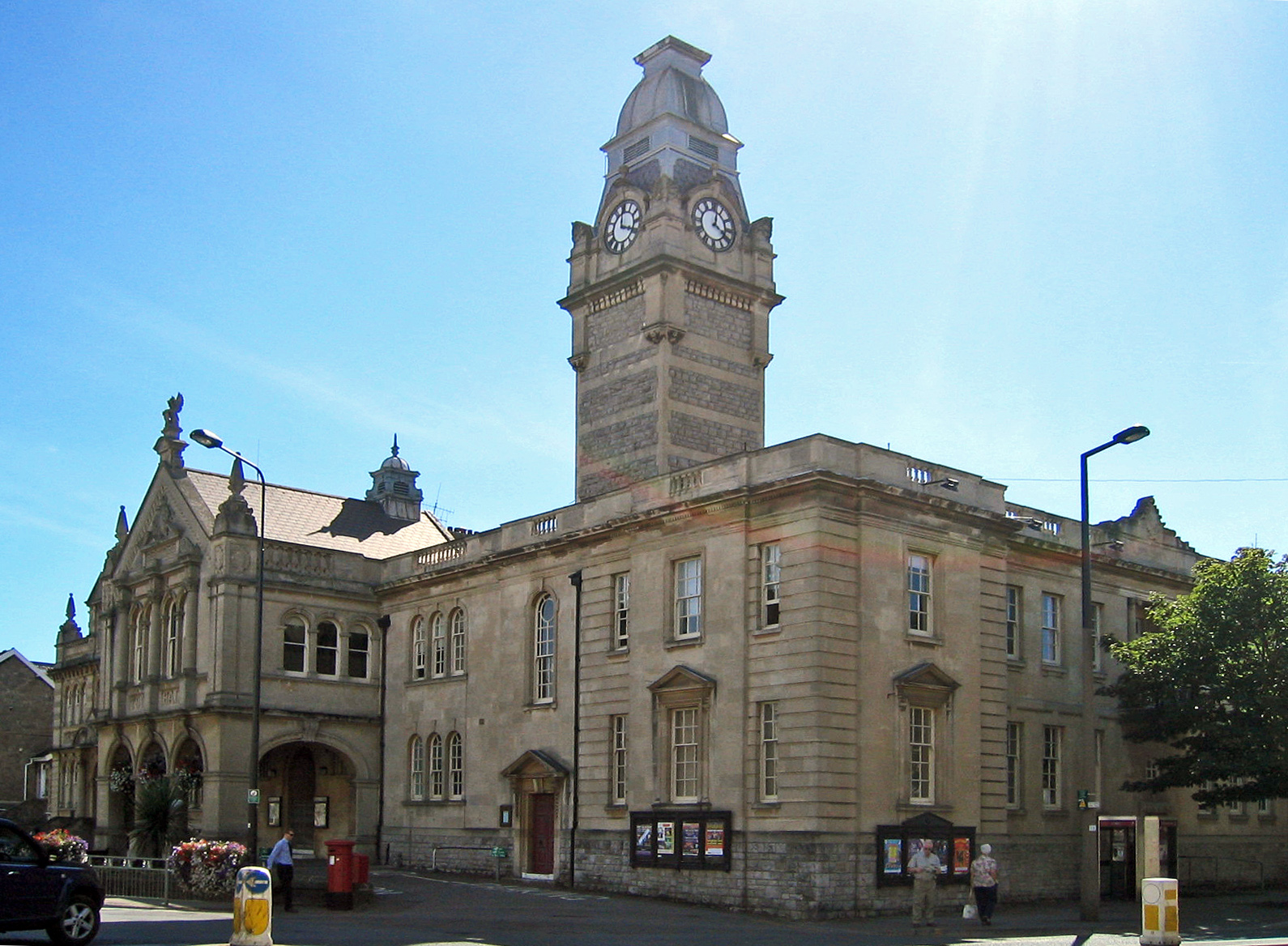
Rathaus
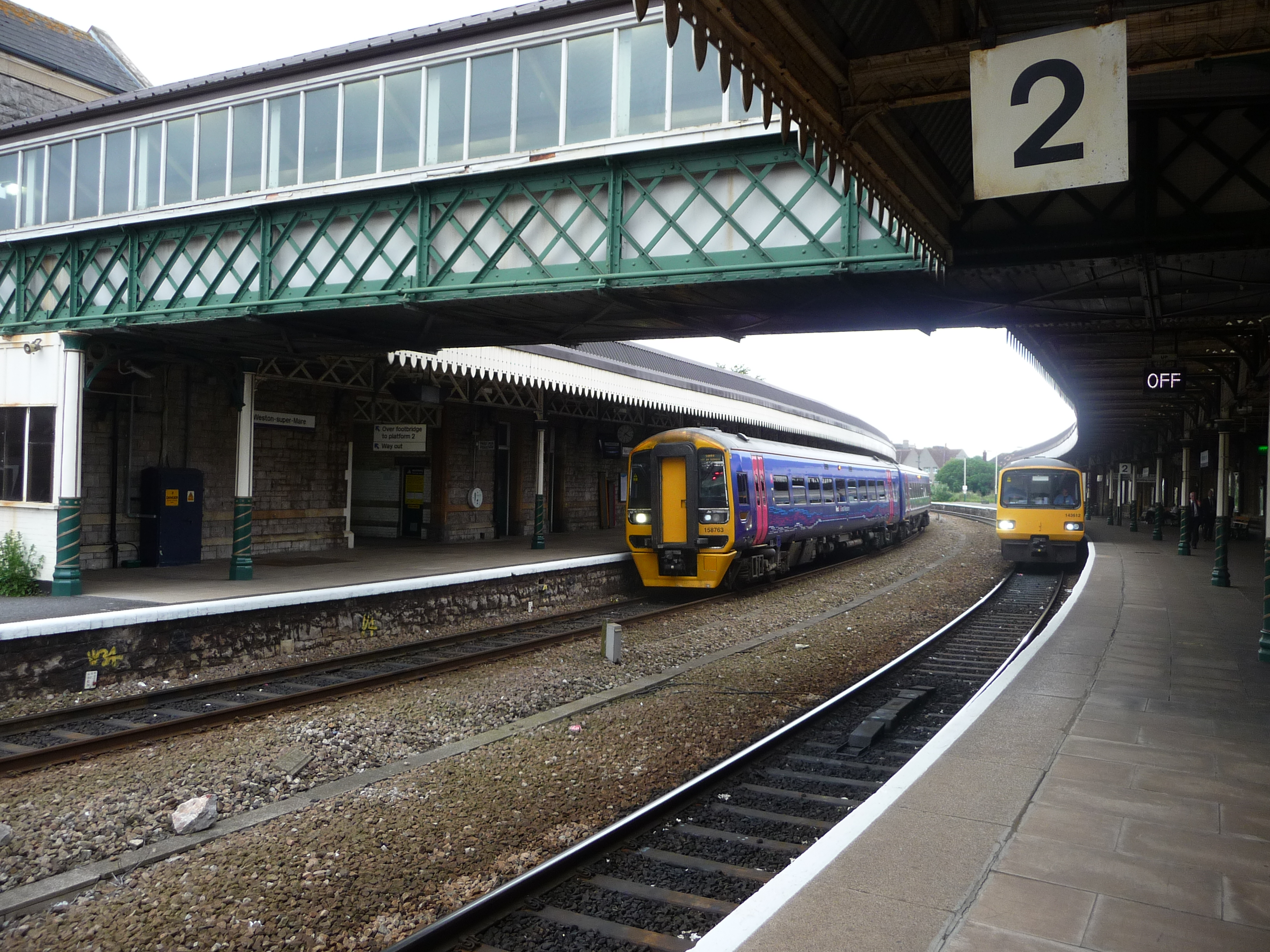
Bahnhof
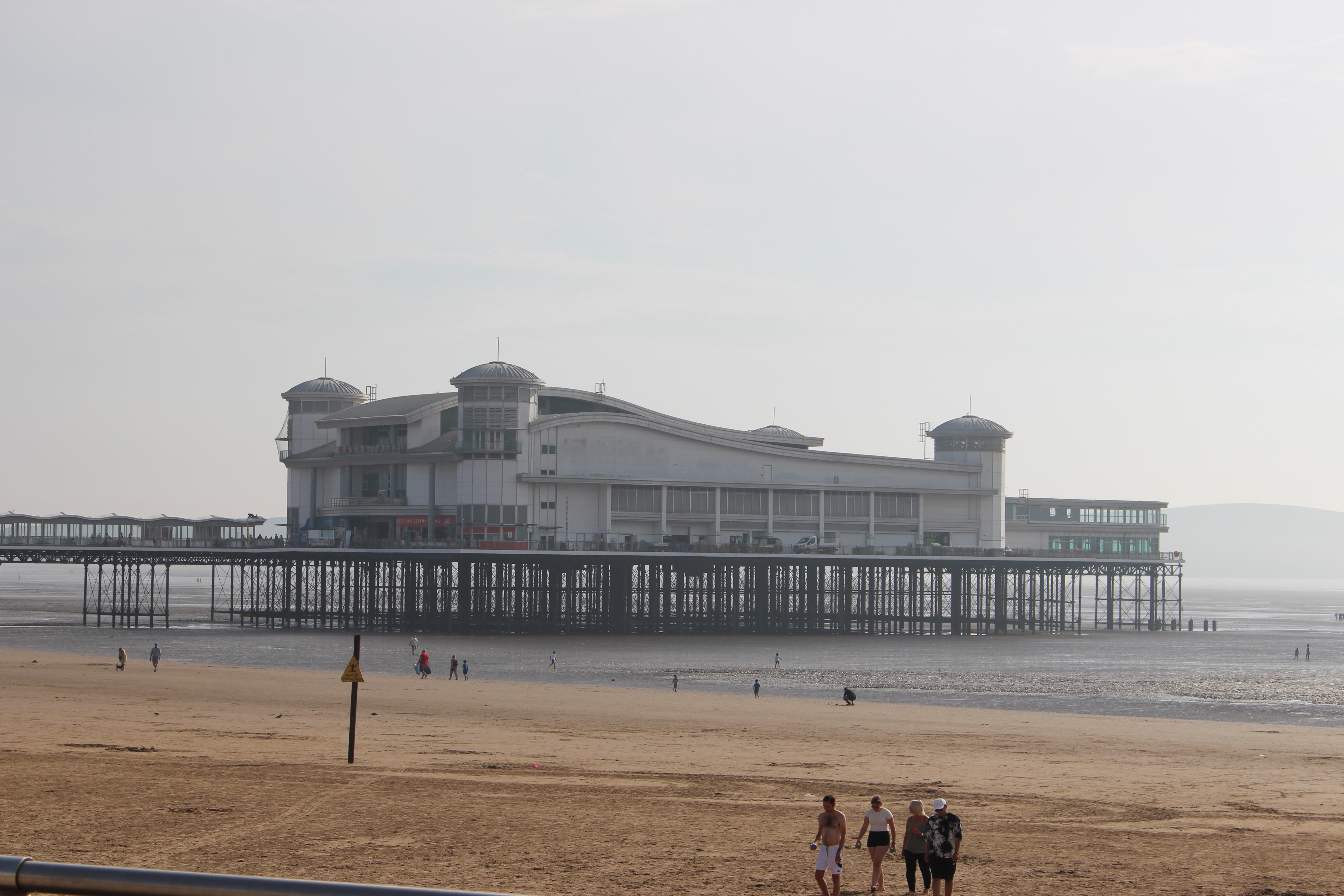
Seebrücke Grand Pier
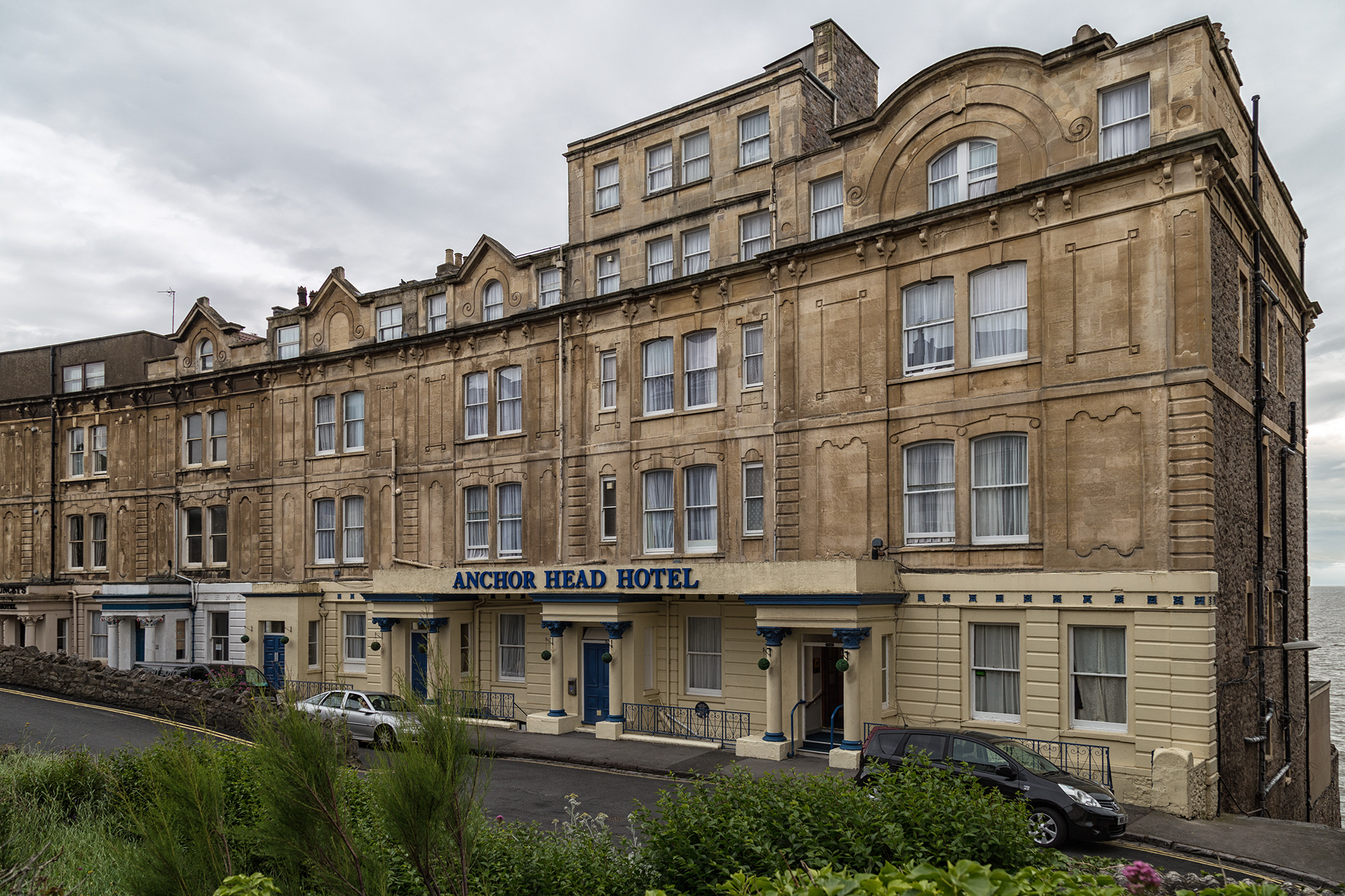
Anchor Head Hotel
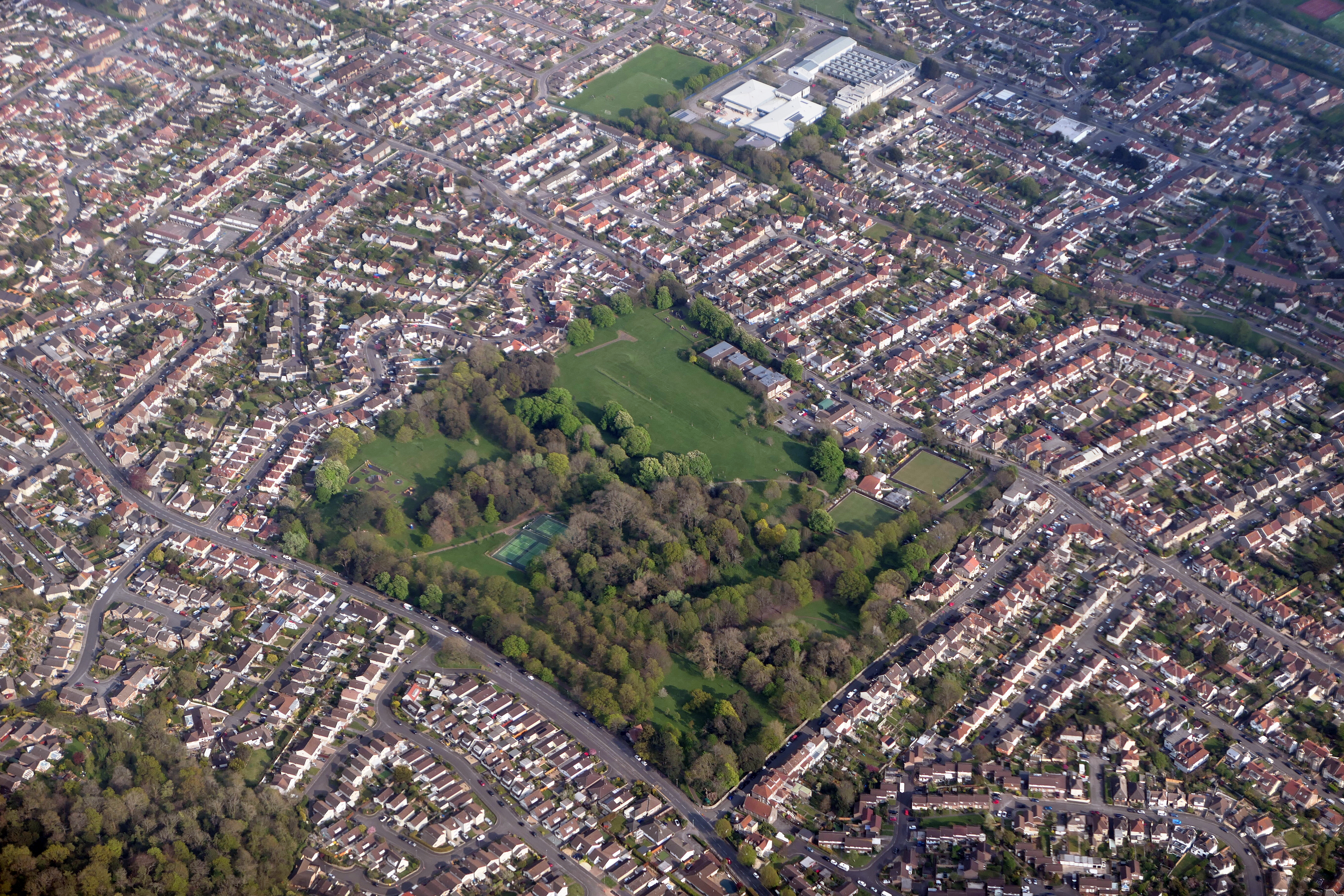
Luftansicht
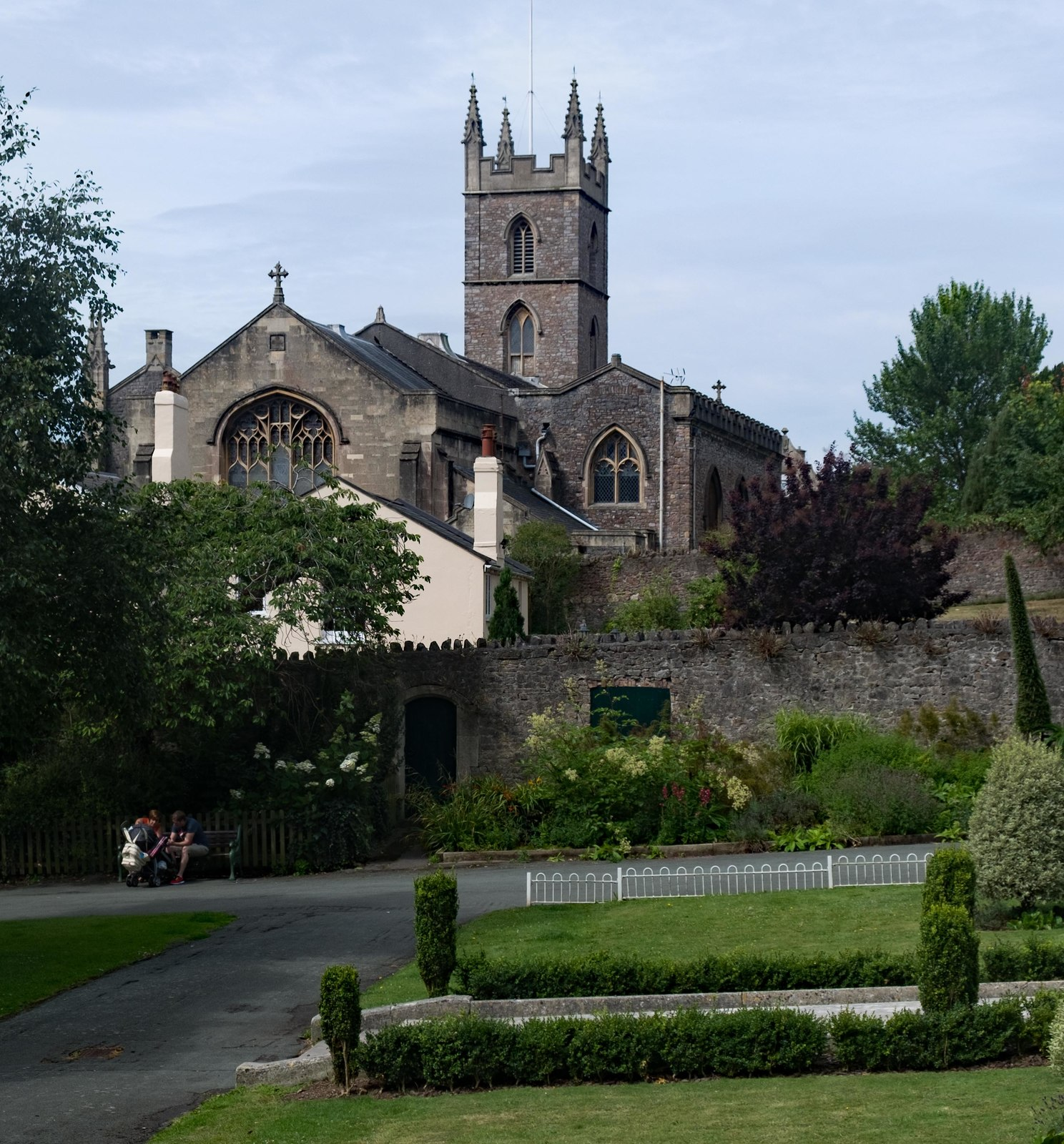
Johannes-der-Täufer-Kirche